# مايكل موريس
مايكل موريس (بالإنجليزية: Michael Morris)‏ (من مواليد 25 نوفمبر 1936) هو سياسي بريطاني من حزب المحافظين وعضو المجلس الخاص للمملكة المتحدة (PC) .

## حياة سابقة
ولد في لندن وتلقى تعليمه في مدرسة بيدفورد وكلية سانت كاثرين، كامبريدج، وتنافس في دائرة إيسلينجتون نورث في الانتخابات العامة لعام 1966، وتعرض للضرب على يد رئيس حزب العمال جيري رينولدز.

## عضوية البرلمان
تم انتخاب موريس لأول مرة لمجلس العموم في الانتخابات العامة في فبراير 1974 للمقعد الهامشي آنذاك في نورثامبتون ساوث. كانت أغلبيته 179 فقط في فبراير 1974، و141 في أكتوبر 1974.
في عام 1983 حولته التغييرات الحدودية إلى مقعد محافظ آمن. أشرف موريس على تمرير معاهدة ماستريخت في مجلس العموم بصفته نائب رئيس مجلس النواب. وقد هُزم بـ 744 صوتًا في الانتخابات العامة لعام 1997،  عندما حقق حزب العمال فوزرا ساحقا بقيادة توني بلير.
منذ عام 1992 شغل موريس منصب رئيس مجلس إدارة الطرق والوسائل ونائب رئيس مجلس الإدارة غير المصوتين.